# Cohors I Aelia Classica (Britannia)
Die Cohors I Aelia Classica [equitata] (deutsch 1. Kohorte die Aelische der Flottenangehörigen [teilberitten]) war eine römische Auxiliareinheit. Sie ist durch Militärdiplome und Inschriften belegt.

## Namensbestandteile
- Aelia: Die Ehrenbezeichnung bezieht sich auf Kaiser Hadrian, dessen vollständiger Name Publius Aelius Hadrianus lautet.

- Classica: Die Soldaten der Kohorte wurden bei Aufstellung der Einheit aus Angehörigen der Flotte (lat. classis) rekrutiert.

- equitata: teilberitten. Die Einheit war ein gemischter Verband aus Infanterie und Kavallerie. Das Militärdiplom von 158 wurde für einen Reiter der Einheit ausgestellt.

Da es keine Hinweise auf den Namenszusatz milliaria (1000 Mann) gibt, war die Einheit eine Cohors quingenaria equitata. Die Sollstärke der Kohorte lag bei 600 Mann (480 Mann Infanterie und 120 Reiter), bestehend aus 6 Centurien Infanterie mit jeweils 80 Mann sowie 4 Turmae Kavallerie mit jeweils 30 Reitern.

## Geschichte
Die Kohorte war in der Provinz Britannia stationiert. Sie ist auf Militärdiplomen für die Jahre 145 bis 158 n. Chr. aufgeführt.
Über die Anfänge der Einheit gibt es verschiedene Vermutungen. Der erste Nachweis der Einheit in Britannia beruht auf einem Diplom, das auf 145 datiert ist. In dem Diplom wird die Kohorte als Teil der Truppen (siehe Römische Streitkräfte in Britannia) aufgeführt, die in der Provinz stationiert waren. Ein weiteres Diplom, das auf 158 datiert ist, belegt die Einheit in derselben Provinz.
Letztmals erwähnt wird die Einheit in der Notitia dignitatum mit der Bezeichnung Cohors prima Aelia classica für den Standort Tunnocelum. Sie war unter der Leitung eines Tribuns Teil der Truppen, die dem Oberkommando des Dux Britanniarum unterstanden.

## Standorte
Standorte der Kohorte in Britannia waren möglicherweise:
- Condercum (Benwell): eine Inschrift[7] wurde hier gefunden.
- Tunnocelum (Calder Bridge?): die Einheit wird in der Notitia dignitatum für diesen Standort aufgeführt.
- Glannoventa (Ravenglass): das Diplom von 158 und ein Bleisiegel[8] mit der Inschrift C I AE CL wurden hier gefunden.

## Angehörige der Kohorte
Folgende Angehörige der Kohorte sind bekannt:

### Kommandeure
- Caedicius Severus, er wird auf dem Diplom von 158 als Kommandeur der Kohorte genannt.
- Lucius Volusius Maecianus, ein Präfekt (AE 1955, 179, CIL 14, 5347, CIL 14, 5348)

### Sonstige
- [] Sohn des Cassius, ein Reiter: das Diplom von 158 wurde für ihn ausgestellt.

## Weitere Kohorten mit der BezeichnungCohors I Classica
Es gab noch drei weitere Kohorten mit dieser Bezeichnung, siehe Cohors I Classica (Begriffsklärung).